# Acer barbinerve
Acer barbinerve là một loài thực vật có hoa trong họ Bồ hòn. Loài này được Maxim. ex Miq. mô tả khoa học đầu tiên năm 1967.

## Hình ảnh

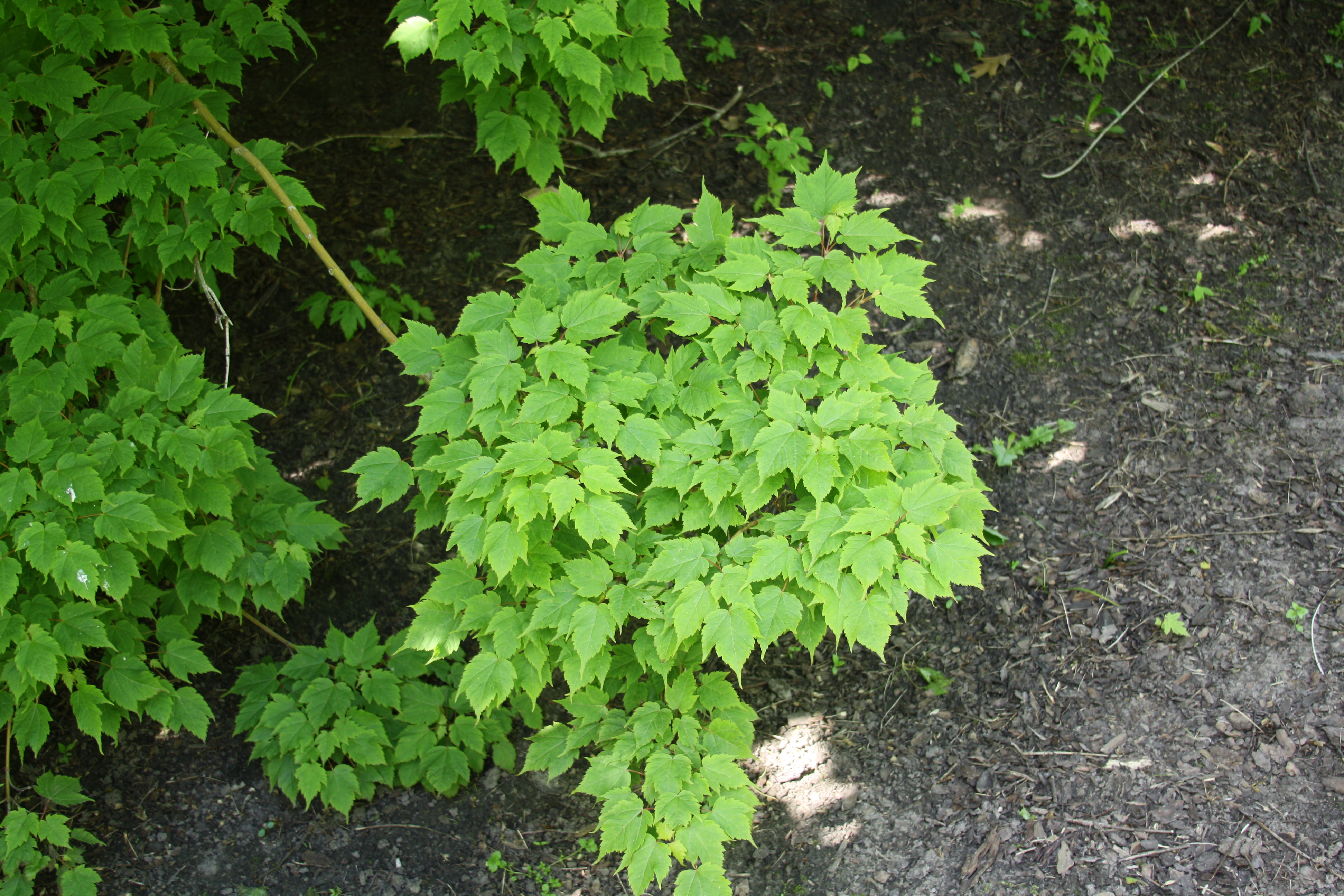
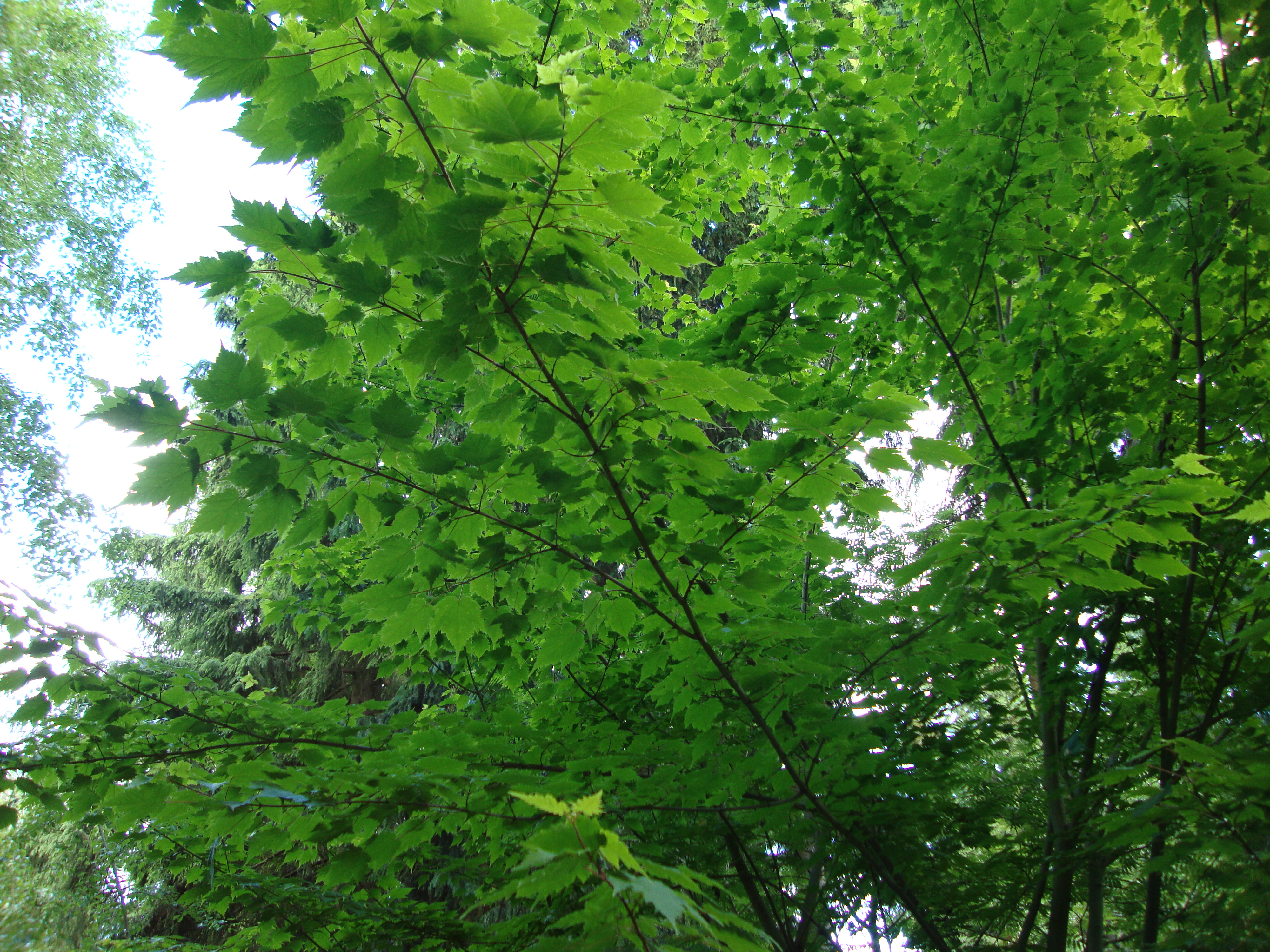
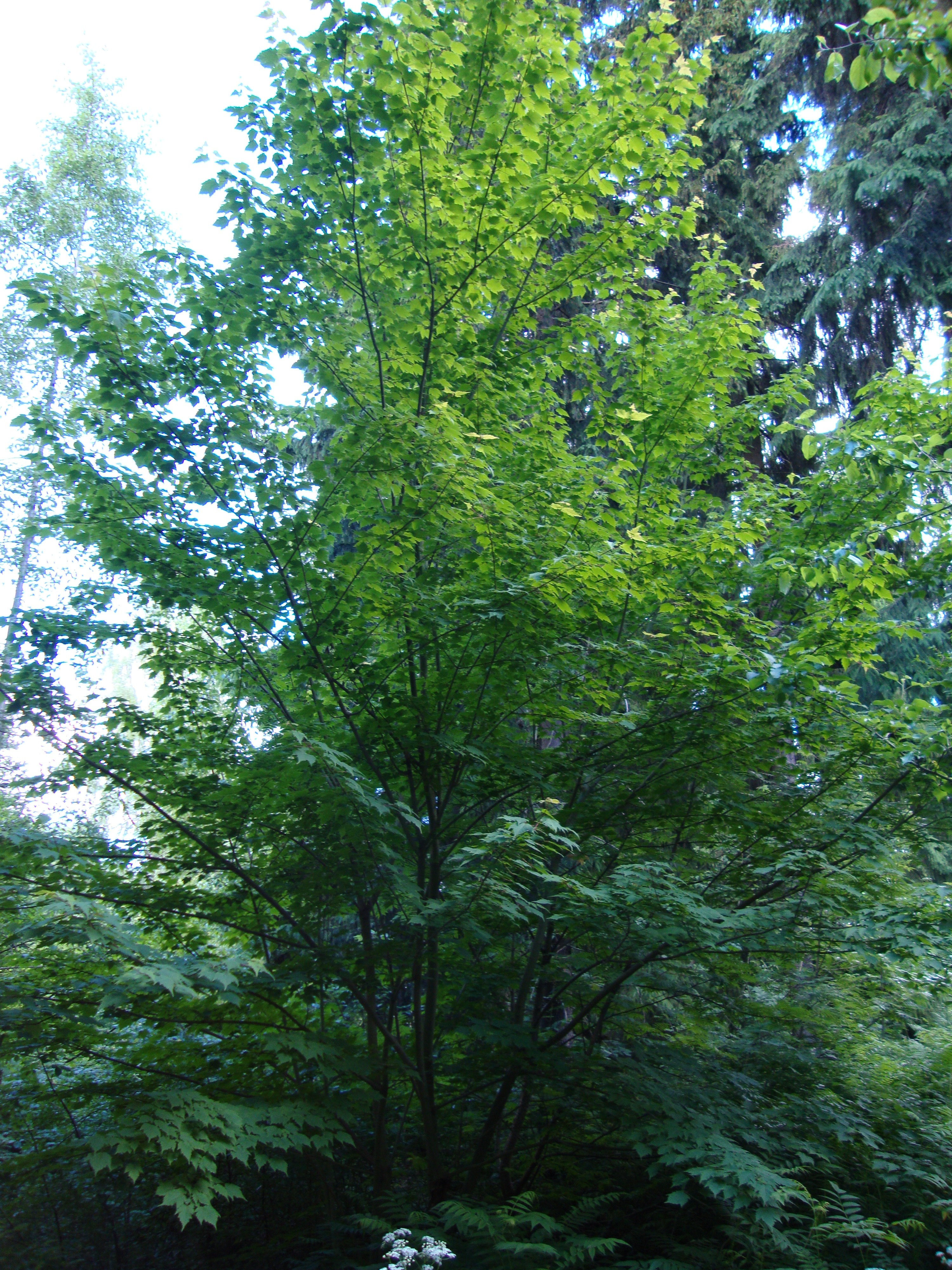